# Sommer-Paralympics 2016/Teilnehmer (Mauritius)
| stlisierte Goldmedaille | stlisierte Silbermedaille | stlisierte Bronzemedaille |
| ----------------------- | ------------------------- | ------------------------- |
| —                       | —                         | —                         |

Mauritius entsendete zu den Paralympischen Sommerspielen 2016 in Rio de Janeiro zwei Athleten, einen Mann und eine Frau. 

## Teilnehmer nach Sportart

### Leichtathletik
Frauen:
- Brandy Perrine (100 Meter T54), 5. Platz im Vorlauf (18,09 Sekunden), nicht für den Hauptlauf qualifiziert

### Schwimmen
Männer:
- Scody Victor (100 Meter Freistil S9), 20. Platz im Vorlauf (1:15,15 Minute), nicht für den Hauptlauf qualifiziert